# سیارک ۱۴۶۰
سیارک ۱۴۶۰ (به انگلیسی: 1460 Haltia، نامگذاری:1937WC) هزار و چهارصد و شصتمین سیارک کشف شده‌است که در ۲۴ نوامبر ۱۹۳۷ کشف شد.
قدر مطلق سیارک برابر ۱۳٫۱۰ است.